# Сафи, Ильяз Хизбула
Ильяз Хизбула Сафи (бел. Ільяз Хізбула Сафі; род. 21 января 1999, Слуцк, Минская область) — белорусский футболист, защитник.

## Карьера

### Начало карьеры
Воспитанник футбольного клуба «Минск». В 2015 году стал выступать в дублирующем составе горожан. В начале 2017 года стал привлекаться на игры основной команды в матчах Кубка Белоруссии, однако за клуб так не дебютировал. В январе 2018 года перешёл в «Чисть» из Первой Лиги. Дебютировал за клуб 7 апреля 2018 года в матче против мозырской «Славии», выйдя в стартовом составе и отыграв весь матч. Закрепился в основной команде клуба, став основным защитником. Провёл за клуб 14 матчей во всех турнирах и в июле 2018 года покинул клуб. Оставшуюся половину сезона находился в статусе свободного агента. В марте 2019 года присоединился к дзержинскому «Арсеналу», который выступал во Второй Лиге. Закрепился в составе дзержинского клуба, проведя за него 24 матча по всех турнирах и став победителем чемпионата. По окончании сезона покинул клуб.

### «Смолевичи»
В январе 2020 года стал игроком клуба «Смолевичи». Первоначально отправился выступать в дублирующий состав. В июле 2020 года был переведён в основную команду. Дебютировал за клуб 12 сентября 2020 года в матче против борисовского БАТЭ, выйдя на замену на 77 минуте. Также продолжал выступать в дубле. Провёл за клуб всего лишь 2 матча, где отличился 1 результативной передачей. По окончании сезона покинул клуб.

### «Нафтан»
В апреле 2021 года стал игроком новополоцкого «Нафтана». Дебютировал за клуб 6 мая 2021 года в матче против могилёвского «Днепра». Начинал сезон в стартовом составе, однако вскоре присел на лавку запасных, иногда выходя на замену в концовках матчей. В дебютном сезоне за клуб провёл 17 матчей во всех турнирах и занял 8 место в чемпионате. В 2022 году продолжил выступать за клуб. Первый матч сыграл 9 апреля 2022 года против петриковского «Шахтёра», выйдя на замену на 86 минуте. Вскоре перестал даже попадать в заявку на матчи.

#### Аренда в «Оршу»
В июле 2022 года отправился в аренду до конца сезона в «Оршу». Дебютировал за клуб 17 июля 2022 года в матче против пинской «Волны», выйдя в стартовом составе и отыграв весь матч. Сразу же стал основным защитником клуба. В матче 20 августа 2022 года против «Барановичей» отличился результативной передачей. Про итогу сезона провёл за клуб 13 матчей, в которых отличился своей единственной голевой передачей.
В феврале 2023 года футболист проходил просмотр в «Витебске». В середине февраля 2023 года «Орша» продлила арендное соглашения с футболистом ещё на один сезон. Первый матч в новом сезоне сыграл 2 апреля 2023 года против могилёвского «Днепра». Дебютный гол за клуб забил 14 мая 2023 года в матче против «Макслайна». Однако затем в августе 2023 года футболист сначала покинул оршанский клуб, а затем и новополоцкий «Нафтан».

## Достижения
«Арсенал» Дзержинск
- Победитель Второй лиги: 2019